# 銀染色
銀染色（ぎんせんしょく、英: silver staining）とは、組織切片の顕微鏡解析やポリアクリルアミドゲル電気泳動、DGGEにおいて、研究対象の外観を選択的に変化させて可視化するために銀を用いる手法のことである。

## 歴史
カミッロ・ゴルジは神経系の研究のための銀染色を行った。染色の正確な化学的機構は不明であるが、ゴルジ染色は限られた数の細胞をランダムに、その細胞全体にわたって染色する。
KerenyiとGallyasによって、銀染色はゲル中の微量のタンパク質を検出するための高感度の手法として導入された。この技術は、さまざまな支持体中で分離された他の生体高分子の研究へも応用されている。
クマシーブリリアントブルー（CBB）による染色は通常 50 ngのタンパク質のバンドを検出することができるが、銀染色はその感度を50倍向上させる。
染色の強度はさまざまな因子の影響を受け、タンパク質ごとに染色特性も異なるものの、清潔なガラス器具、高純度の試薬、最高純度の水を用いることが染色を成功させるために重要である。

## 化学
一部の細胞は argentaffin（嗜銀性、銀親和性などと訳される）と呼ばれ、ホルマリンによる固定後に銀溶液を金属銀へ還元する。他の細胞は argyrophilic（好銀性などと訳される）と呼ばれ、ヒドロキノンやホルマリンなどの還元剤を含む染色液にさらされた後に銀溶液を金属銀へ還元する。
硝酸銀はリン酸イオンとともに不溶性のリン酸銀を形成する。この手法はコッサ染色として知られている。還元剤（通常はヒドロキノン）が添加された際、黒色の金属銀が形成される。この手法は骨の成長過程におけるリン酸カルシウム粒子の形成の研究に利用される。

## 利用

### 組織学的な同定
銀染色は研究対象の可視化に利用される。細胞内外の構成要素、つまりDNAやタンパク質、III型コラーゲンや細網線維などに対し、金属銀粒子が蓄積することで可視化される。

### 微生物学的検査
シュードモナス、レジオネラ、レプトスピラ、ピロリ菌、トレポネーマなどの細菌、ニューモシスチス、クリプトコッカス、カンジダなどの菌類が銀で染色される。

### 核型分析
銀染色は核型分析で利用される。硝酸銀は核小体形成域（NOR）結合タンパク質を染色し、銀が蓄積した暗色の領域が作り出される。これはNOR内部のrRNA遺伝子の活性の指標となる。ヒトの13、14、15、21、22番染色体にNORが存在し、この領域の銀染色は少なくとも50倍増強される。

### ゲノミクス・プロテオミクス分析
銀染色はゲルの染色に利用される。アガロースゲル中のタンパク質の銀染色は、1973年に KerenyiとGallyasによって開発された。後に、SDS-PAGEで用いられるポリアクリルアミドゲル中での染色にも応用され、またDNAやRNAの染色にも利用された。グリコシル化された糖タンパク質や多糖は、0.1%過ヨウ素酸による4℃、1時間の酸化の前処理によって、銀イオンの結合が向上し染色が改善する。
一般的なタンパク質の銀染色では、初めに10%酢酸、30%エタノールの固定液中でタンパク質の変性・沈着が行われるとともに、界面活性剤（主にSDS）の除去が行われる。この処理によってタンパク質の拡散は大きく低下する。水で繰り返し洗浄した後、ゲルは硝酸銀溶液中へ置かれる。銀イオンはタンパク質の負に帯電した側鎖に結合する。その後、余剰の銀イオンは水で洗浄除去される。最後のステップとして、ホルムアルデヒドの添加によって銀イオンは金属銀へと還元される。これによってタンパク質が存在する位置が染色され、褐色から黒色を呈する。
染色の強度はタンパク質の一次配列に依存する。さらに、容器の清潔さや試薬の純度も銀染色に影響する。銀染色したゲルでよくみられるアーティファクトは54-57 kDaと 65-68 kDaにみられるケラチンのバンドで、電気泳動前の試料にコンタミネーションしたものである。

### 芸術
銀染色は、伝統的なステンドグラスにおいて黄色、褐色、琥珀色の陰影を生み出すために利用され、写実的な髪の色を生み出すためにしばしば利用される。この技術は14世紀に発見されたが、頻繁には利用されていない。

## バリエーション

### メテナミン銀染色
メテナミン（ヘキサメチレンテトラミン）を利用する銀染色の技法が存在する。
- グロコット染色（英語版）：菌類のスクリーニングに広く利用されている。
- ジョーンズ染色（英語版）：過ヨウ素酸－メテナミン銀（PAM）染色ともいう。基底膜の染色に用いられる。膜性腎症に関連した糸球体基底膜（英語版）の観察に利用される。

## ギャラリー

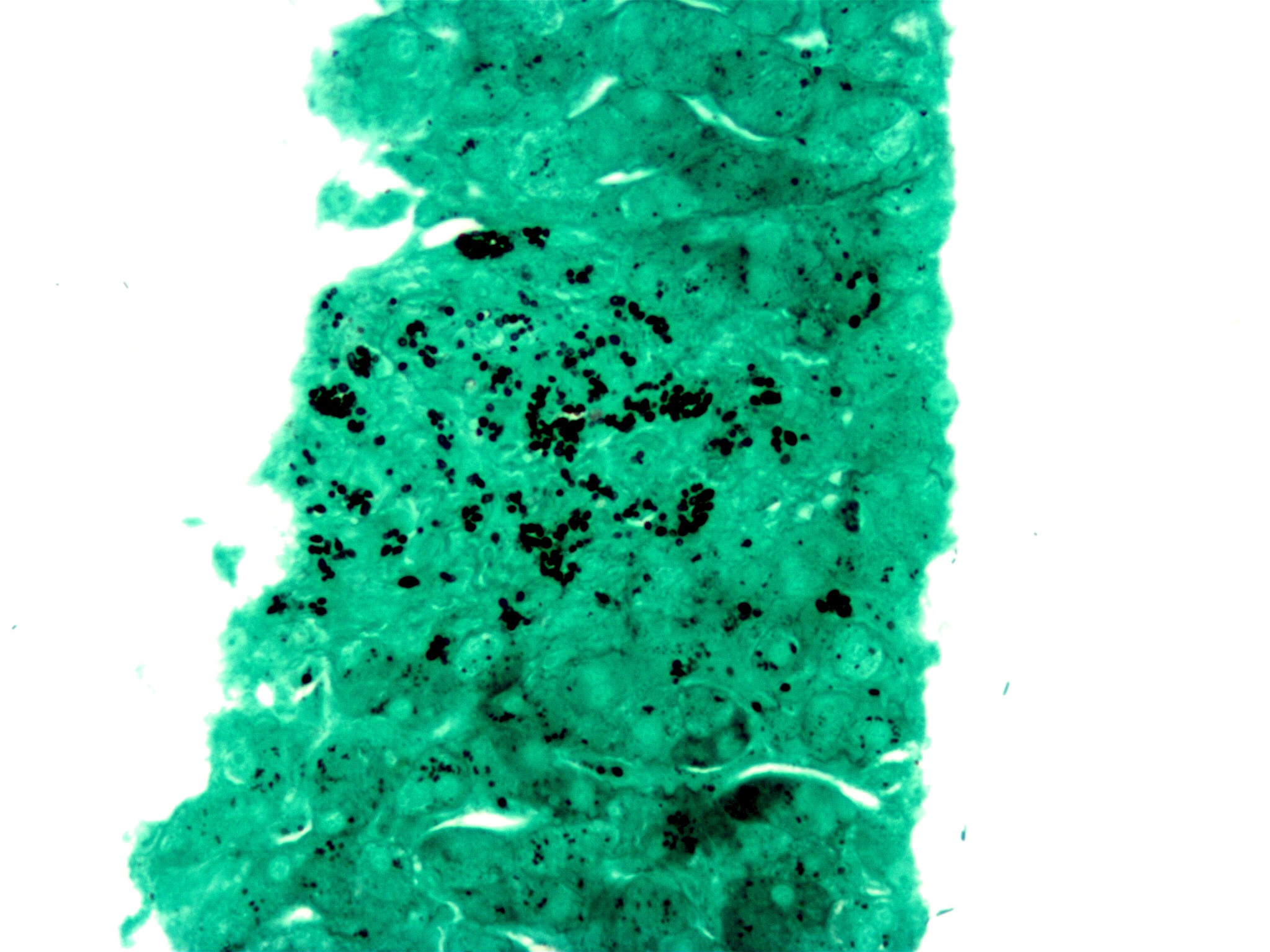
グロコット染色によって、肝生検試料中のヒストプラズマ（黒色の球体）が示されている。
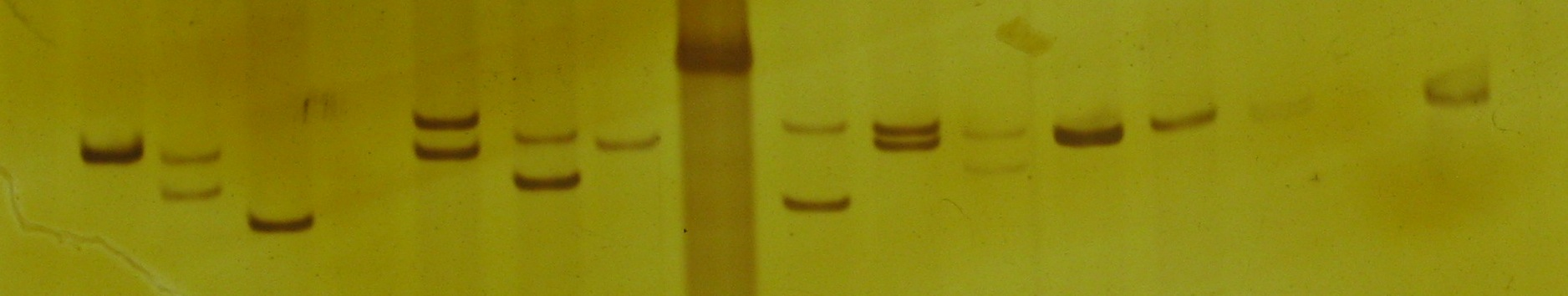
マイクロサテライトを標的としたPCRによって増幅された、Littorina plena 由来のDNA試料。試料は5%ポリアクリルアミドゲルを用いて電気泳動が行われ、銀染色によって可視化された。
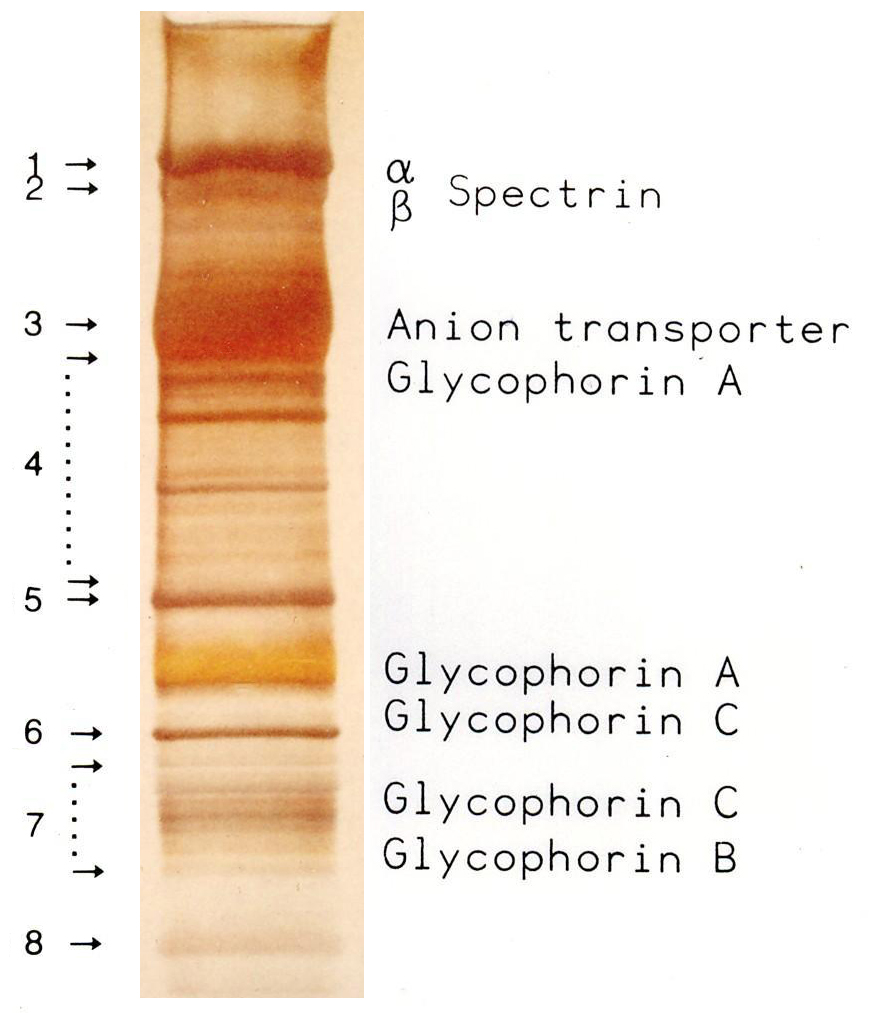
SDS-PAGEによる分離と銀染色が行われた、赤血球の膜タンパク質[18]。